# RFC Union Kelmis
Der Royal Football Club Union La Calamine, abgekürzt RFCU Kelmis, ist ein belgischer Fußballverein aus Kelmis. Er spielt derzeit in der viertklassigen Tweede Klasse Amateurs und war nach der KAS Eupen jahrelang der zweiterfolgreichste Fußballverein der Deutschsprachigen Gemeinschaft Belgiens.

## Geschichte
Seit seiner Gründung im Jahre 1923 verbrachte der RFCU Kelmis die meiste Zeit in den Provinzklassen des Lütticher Amateurfußballs. Erst in den 60er Jahren wurde erstmals der Aufstieg in die Promotion (vierte belgische Liga und unterste Liga auf nationalem Niveau) geschafft. Nachdem man zwischenzeitlich sogar wieder bis in die 2. Provinzklasse (7. Liga) abgerutscht war, sollten sich erst nach der Übernahme des Präsidentenamtes durch den Kelmiser Unternehmer Egide Sebastian Anfang der 90er Jahre größere Erfolge einstellen. So stieg der Verein in der Saison 2003/04 erstmals in die 3. Division B auf und konnte sich dort immerhin fünf Spielzeiten halten, bevor es für zwei Jahre zurück in die Promotion ging. Seit der Saison 2011/12 war der Verein sogar drittklassig. Nach dem Abstieg spielt man in der Saison 2018/19 nur noch in der fünftklassigen 3. Division B, aus der man im Sommer 2019 als Tabellen-15. den Gang in die Lütticher Provinzklasse antreten musste.

## Erfolgsbilanz
In den Jahren 2004 und 2011 wurde der Verein Meister in der Promotion D (4. belgische Liga) und stieg damit in die 3. Division auf. Am Ende der Saison 2005/06 konnte man mit dem 3. Platz in der 3. Division B die beste Platzierung der Vereinsgeschichte feiern. Inklusive der Saison 2017/18 verbrachte der RFCU bislang insgesamt 26 Spielzeiten in nationalen Ligen (acht in der 3. Division B und vierzehn in den Promotionen A, C und D).

## Saisons und Platzierungen auf nationaler Ebene
| Nummer        | Saison  | Spielklasse        | Endplatzierung | Bemerkungen |
| ------------- | ------- | ------------------ | -------------- | --- |
| 1             | 1966/67 | Promotion A        | 7./16          | |
| 2             | 1967/68 | Promotion D        | 12./16         | |
| 3             | 1968/69 | Promotion D        | 16./16         | Abstieg |
| Provinzklasse |         |                    |                | |
| 4             | 1975/76 | Promotion C        | 10./16         | |
| 5             | 1976/77 | Promotion C        | 16./16         | Abstieg |
| Provinzklasse |         |                    |                | |
| 6             | 1995/96 | Promotion C        | 8./16          | |
| 7             | 1996/97 | Promotion C        | 10./16         | |
| 8             | 1997/98 | Promotion D        | 5./16          | |
| 9             | 1998/99 | Promotion C        | 16./16         | Abstieg |
| Provinzklasse |         |                    |                | |
| 10            | 2000/01 | Promotion C        | 16./16         | Abstieg |
| Provinzklasse |         |                    |                | |
| 11            | 2002/03 | Promotion D        | 9./16          | |
| 12            | 2003/04 | Promotion D        | 1./16          | Meisterschaft & Aufstieg |
| 13            | 2004/05 | 3. Division B      | 11./16         | |
| 14            | 2005/06 | 3. Division B      | 3./16          | Verein darf trotz Qualifikation nicht an der Aufstiegsrunde teilnehmen, weil er keinen Lizenzantrag für die 2. Division gestellt hat. |
| 15            | 2006/07 | 3. Division B      | 13./16         | |
| 16            | 2007/08 | 3. Division B      | 14./15         | Klassenerhalt erst durch Teilnahme am Play-off gesichert                                                                              |
| 17            | 2008/09 | 3. Division B      | 16./16         | Abstieg |
| 18            | 2009/10 | Promotion C        | 10./16         | |
| 19            | 2010/11 | Promotion D        | 1./16          | Meisterschaft & Aufstieg |
| 20            | 2011/12 | 3. Division B      | 10./18         | |
| 21            | 2012/13 | 3. Division B      | 7./19          | |
| 22            | 2013/14 | 3. Division B      | 8./18          | |
| 23            | 2014/15 | 3. Division B      | 10./18         | |
| 24            | 2015/16 | 3. Division B      | 15./19         | Abstieg wegen der neuen Ligareform |
| 25            | 2016/17 | Division 2 Amateur | 9./16          | |
| 26            | 2017/18 | Division 2 Amateur | 15./16         | Abstieg |
| 27            | 2018/19 | Division 3 Amateur | x./16          | |

## Spieler
- François Sterchele (2001–2004), 2006/07 Torschützenkönig der 1. Division und belgischer Fußballnationalspieler.
- Mario Mutsch (2005–2006), luxemburgischer Fußballnationalspieler.